# Mamadu Saliu Djaló Pires
Mamadu Saliu Djaló Pires é o atual ministro de relações exteriores de Guiné-Bissau.
Foi sequestrado a partir do Golpe de Estado que ocorreu no país em 2012. e é conhecido por defender a presença das forças armadas de Angola no país.